# يو إف سي 212
يو إف سي 212: ألدو ضد هولواي (بالإنجليزية: UFC 212: Aldo vs. Holloway)‏ هو حدث لفنون القتال المختلطة نظمته يو إف سي، أُقيم في 3 يونيو 2017، على صالة إتش إس بي سي في ريو دي جانيرو، البرازيل.